# Acordo de Saint-Jean-de-Maurienne
O Acordo de Saint-Jean-de-Maurienne foi um acordo diplomático assinado pela França, Itália e Reino Unido em Saint-Jean-de-Maurienne, nos Alpes franceses, em 26 de abril de 1917 e ratificado entre 18 de agosto e 26 de setembro do mesmo ano. O acordo foi redigido pelo ministro italiano dos Negócios Estrangeiros, o barão Sidney Sonnino como uma tentativa para resolver os seus interesses no Médio Oriente.
O acordo foi negociado principalmente pelo ministro dos Negócios Estrangeiros italiano, o seu primeiro-ministro e os primeiros-ministros britânico e francês. A Rússia não esteve presente devido ao regime czarista estar em colapso (ver Revolução Russa de 1917). Os aliados precisavam do acordo para assegurar a posição das forças italianas no Médio Oriente. O objetivo era compensar a diminuição de poderio militar no teatro militar do Médio Oriente e do Cáucaso à medida que as forças russas (czaristas) abandonavam os combates, embora as forças russas fossem substituídas  por aquilo que se viria a denominar República Democrática da Arménia.[carece de fontes?]

## Antecedentes e contexto
Os representantes da Grã-Bretanha, França, Rússia e Itália encontraram-se para assinarem o Pacto de Londres (1915), que marcava a entrada de Itália na Primeira Guerra Mundial. No entanto, a questão da parte do Médio Oriente que caberia à Itália ficou em aberto nesse tratado. No Pacto de Londres enunciava-se que se o Império Otomano fosse particionado, Itália deveria receber uma "parte justa" na região de Adana mas as fronteiras exatas dessa ocupação seriam decididas mais tarde.[carece de fontes?]

## Aplicação
Nos termos do Acordo de Saint-Jean-de-Maurienne, a França ficaria com a região de Adana enquanto que Itália receberia o resto do sudoeste da Anatólia, incluindo Esmirna. Na Conferência de Paz de Paris (1919), o primeiro-ministro grego, Elefthérios Venizélos conseguiu permissão para ocupar Esmirna apesar da oposição italiana, ignorando o estipulado do Acordo de Saint-Jean-de-Maurienne.